# Museo de historia natural de Mozambique
El Museo de historia natural de Mozambique (en portugués: Museu de História Natural de Moçambique) Se localiza en la ciudad de Maputo, en Mozambique, fue creado en 1913, como "Museu Provincial" (Museo provincial), y ocupó varios locales hasta establecerse, en 1932, en el actual edifício neo-manuelino como "Museu Dr. Álvaro de Castro".
Con la independencia nacional pasa a tener su actual denominación. 